# Saturnin le canard

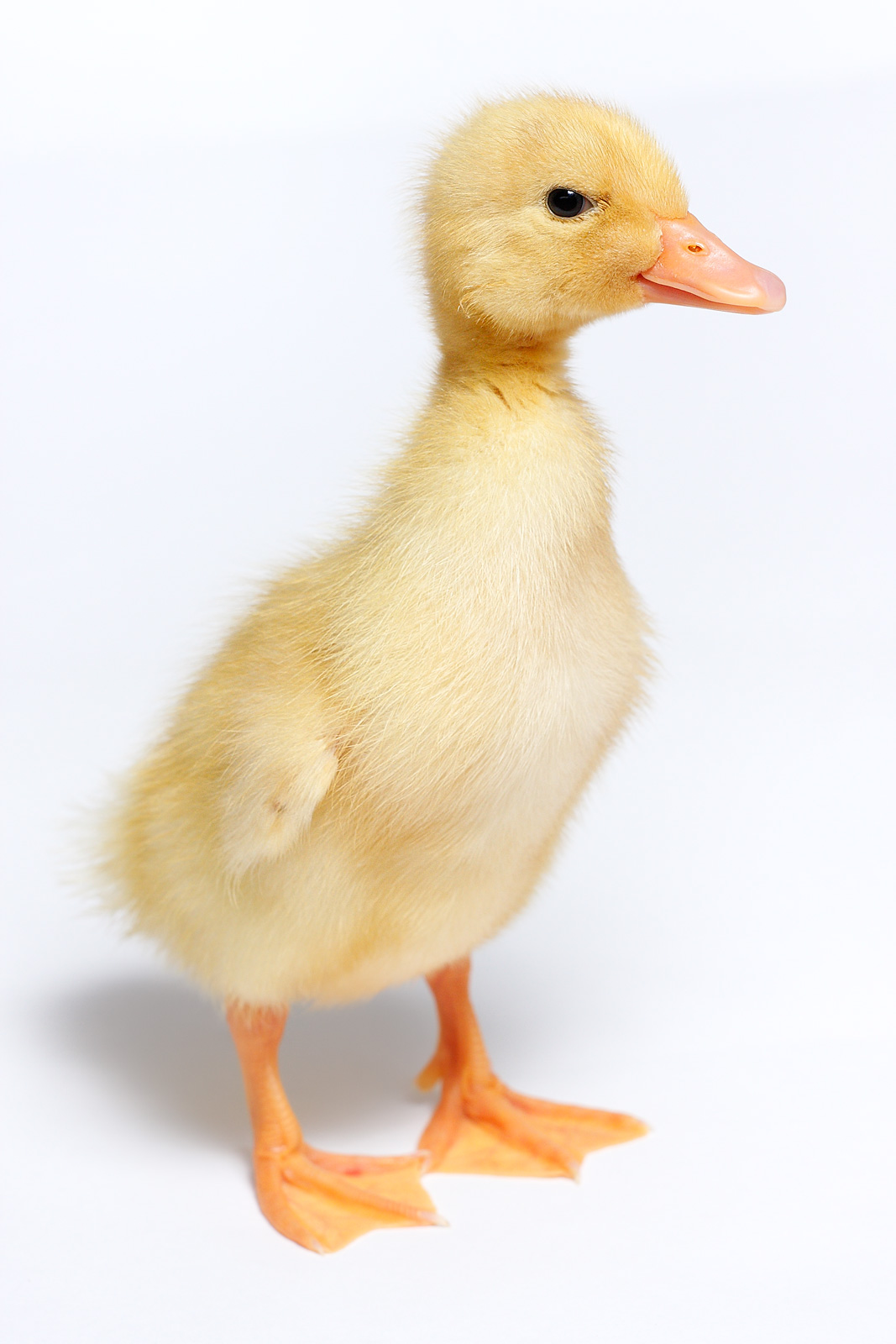
Caneton jaune semblable à Saturnin.

Saturnin le canard est un canard de fiction vedette de la série télévisée Les Aventures de Saturnin. Il est incarné par des canetons réels, de couleur jaune. 
Il a été créé pour la télévision par Jean Briel dit Jean Tourane en 1964. Le contrat signé portait sur 78 épisodes.
Les textes étaient de Louise de Vilmorin, les commentaires étaient dits par Robert Lamoureux et la voix du caneton était celle de Ricet Barrier.
En 1990, il devient aux USA Dynamo Duck.